# Mare de Déu de la Plana de Mont-ros
La Mare de Déu de la Plana de Mont-ros és una església de la Torre de Cabdella (Pallars Jussà) inclosa a l'Inventari del Patrimoni Arquitectònic de Catalunya.

## Descripció
Edifici de planta rectangular amb hostatgeria incorporada a la planta superior. L'església té un porxo d'accés amb dues arcades laterals. A la planta de la sota coberta s'obre una finestra amb formes historicistes on es torba la campana. La coberta principal i el porxo són a dues vessants simètriques.

## Història
A l'interior es venera la imatge de la Mare de Déu.